# Avrainville (Meurthe e Mosella)
Avrainville è un comune francese di 242 abitanti situato nel dipartimento della Meurthe e Mosella nella regione del Grand Est.

## Società

### Evoluzione demografica
Abitanti censiti